# Milanovići
Milanovići es un pueblo de la municipalidad de Bugojno, en el cantón de Bosnia Central, Bosnia y Herzegovina.

## Superficie
Posee una superficie de 0,55 kilómetros cuadrados.

## Demografía
Hasta 2013 la población era de 144 habitantes, con una densidad de población de 263,7 habitantes por kilómetro cuadrado.